# فانيسا بالاسيوس
فانيسا بالاسيوس (بالإسبانية: Vanessa Palacios)‏ (3 يوليو 1984 في بيرو - ) هي لاعبة كرة طائرة بيروفية في مركز ليبرو ‏.

## وصلات خارجية
- فانيسا بالاسيوس على موقع الاتحاد الأوروبي (الإنجليزية)
- فانيسا بالاسيوس على موقع عالم الكرة الطائرة (الإنجليزية)